# John Andretti
John Andrew Andretti, född 12 mars 1963 i Bethlehem i Pennsylvania, död 30 januari 2020 i Mooresville i North Carolina, var en amerikansk racerförare. Han är son till Aldo Andretti, brorson till Mario Andretti, kusin till Michael Andretti och Jeff Andretti samt farbror till Marco Andretti, alla racerförare.

## Racingkarriär
Andretti började tävla i CART 1987, och blev säsongens bästa nykomling. Hans bästa resultat i mästerskapet var åttondeplatser 1991 och 1992, och han vann en tävling i mästerskapet; på Surfers Paradise i Australien 1991. Efter 1993 års säsong satsade Andretti på Nascar, där han blev den förste föraren som körde Indianapolis 500 och Coca-Cola 600 samma dag 1994. Han tog sin första pole position säsongen 1995, och blev då artonde sammanlagt. Han tog sin första seger i Pepsi 400 på Daytona 1997, men totalt sett var hans insats den säsong ojämn, och han blev 23:a i mästerskapet. Han tog sin karriärbästa position i Nascar 1998 med en elfteplats i tabellen. Han tog sin andra och senaste seger i serien 1999, på Martinsville Speedway. Sedan följde många mindre framgångsrika år för Andretti, där han sällan hade möjligheten att stanna en hel säsong med samma team, och han gjorde även inhopp i Indycar Series under tidsperioden. Han körde Indianapolis 500 2009 i samarbete med Richard Petty, vilket var den första gången Nascar-legenden varit inblandad i en Indycar-satsning. Hans bil kördes under Dreyer & Reinbold Racings flagg, och Andretti blev nittonde i racet.